# Diadeemgierzwaluw
De diadeemgierzwaluw (Cypseloides cherriei) is een vogel uit de familie Apodidae (gierzwaluwen). De soort is genoemd naar de natuuronderzoeker Cherrie.

## Verspreiding en leefgebied
Deze soort komt voor van Costa Rica tot noordelijk Venezuela en noordelijk Ecuador.